# トールマン・TG280
トールマン・TG280（Toleman TG280）は、トールマンがフォーミュラ2（F2）用に開発・製造したフォーミュラカーである。設計者はロリー・バーン。1980年のヨーロッパF2選手権では、ブライアン・ヘントンとデレック・ワーウィックの活躍により、ヘントンがドライバーズチャンピオン、ワーウィックがシリーズランキング2位を獲得するなど完全制覇を果たした。エンジンは2.0 L (120 cu in) 直列4気筒 305 hp (227 kW) 発生のハート・420Rで、トランスミッションはヒューランドF.T.200 5速マニュアルを搭載した。その後、Can-Amスタイルのプロトタイプに改造され、ヨーロッパを拠点とするインターセリエシリーズで使用された。